# Eugen Zwiedineck
Eugen Zwiedineck (n. 1886 – d. 1956) a fost un general român, secretarul particular și aghiotantul Reginei Maria a României.

## Biografie
Castelul din Balcic al reginei Maria, denumit Tehna Juvah („Cuibul liniștit”) a fost construit între anii 1925 – 1927. Lucrările de la Balcic au fost executate de firmele italiene Fabro Agostino (antreprenor de lucrări publice) și Giovanni Tomasini (lucrări în mozaic, ciment și asfalt), sub directa supraveghere a secretarului particular al reginei, Gaetan Denize. După decesul acestuia, survenit subit în anul 1928, atribuțiile i-au revenit lui Eugen Zwiedineck, aghiotantul și secretarul particular al reginei Maria.
Principesa Ileana i-a ordonat administratorului reședinței sale de la Bran, generalul Zwiedineck, să aducă inima mamei sale, de la Balcic, în România, pentru a fi înmormântată la Bran, unde a fost a doua reședință a mamei sale. În ziua de 8 septembrie 1940, la doar o zi după ce, prin semnarea Tratatului de la Craiova, Cadrilaterul era redat Bulgariei, caseta cu inima Reginei Maria era scoasă din capela Stella Maris și predată aghiotantului Eugen Zwidinek, pentru a fi adusă în România.
Până în 1941, cu administrarea domeniului a fost însărcinat generalul Eugen Zwiedineck, fostul maestru al Curții și aghiotant al reginei Maria. După 1941 el a fost înlocuit de Carol Guttman, fostul administrator al palatului Balcic.
În 1941 generalul adjutant Eugen Zwiedineck era subsecretar de Stat pe lângă Președinția Consiliului de Miniștri pentru Românizare, Colonizare și Inventar. A fost eliberat din această funcție la 4 decembrie 1941 pentru a i se încredința comanda unei unități a Armatei Române.

## Decorații
- Ordinul „Steaua României” în gradul de Mare Ofițer (7 noiembrie 1941)[2]